# Turrillas
Turrillas er en by og kommune i det sydøstlige Spanien i provinsen Almería. Den har et indbyggertal på 268 (2024) indbyggere.